# Claude Picollet
Claude Picollet , dit d'Hermillon, né le 25 juillet 1746 à Chambéry, est un avocat sarde, puis une personnalité politique française du Premier Empire.

## Biographie
Claude Picollet naît le 25 juillet 1746, à Chambéry, dans le duché de Savoie,. Il est issu d'une vieille famille de La Rochette, dont certains membres achètent des fiefs avant la période révolutionnaire et prennent le nom de Picollet d'Hermillon, d'où les formes de Claude Picollet d'Hermillon chez les historiens Jean-Louis Grillet ou encore André Palluel-Guillard. L'historien Grillet indique qu'il est ainsi le neveu de l'avocat Claude-François Picollet (1717-1791), seigneur d'Hauteville et comte de Rochefort.
Il est avocat à Chambéry, et dit syndic de Chambéry en 1790, avant que le duché de Savoie ne soit annexé par la France en 1792. Il devient président du tribunal civil,. Il est maire de Chambéry,[Quand ?], succédant à Pierre-Marie Grand, maire de 1800 à 1801. Il est nommé professeur de législation à l'École centrale du département du Mont-Blanc,.
Le Sénat conservateur fait appel à lui pour représenter le Mont-Blanc, le 27 brumaire an XI (18 novembre 1802). Il siège au Corps législatif, du 19 novembre 1803 au 1er juillet 1813,.
Il intègre ensuite la magistrature devenant commissaire du gouvernement près le tribunal d'appel de Grenoble (Dauphiné), puis juge pour ce même tribunal,. Le 17 avril 1811, il échange son titre pour celui de conseiller à la cour impériale de la ville dauphinoise et le garde jusqu'à la Restauration,.
Claude Picollet meurt à une date inconnue.